# 좌철과 우철
좌철과 우철은 책을 묶은 방향을 말한다. 

## 좌철
좌철은 페이지의 왼쪽을 묶어서 책을 만드는 방법이다. 왼쪽에서부터 오른쪽으로 읽는 문자(좌횡서)를 가로쓰기로 쓰여진 책은 주로 좌철로 묶는다.
페이지의 왼쪽을 묶게 되면 페이지를 넘기는 순서가 읽는 순서와 자연스럽게 연결된다.
1960년대 이후 한글의 가로쓰기가 정착된 이후 대부분의 서적은 좌철로 되어 있다. 단, 일본 만화의 한국어 번역본은 가로쓰기를 하되 우철로 묶는다. 한편, 서양권에서는 모든 서적이 좌철로 되어있다.

## 우철
우철은 페이지의 오른쪽을 묶어서 책을 만든다. 오른쪽에서 왼쪽으로 읽는 문자(우횡서)를 가로쓰기 하거나 세로쓰기 하는 경우 주로 우철로 묶는다.
우서로 쓰여진 책은 우철로 묶여 있어야 읽는 순서가 자연스러워진다.
일본에서는 주로 세로쓰기를 사용하고 오른쪽부터 읽어 내려가기 때문에 주로 책을 우철로 묶는다. 타이완과 홍콩도 세로쓰기를 하는 경우가 흔하여 책을 우철로 묶는 경우가 많다.
어린이 책이나 수식, 영어 병기가 많은 학술서 등 몇 가지 경우에는 가로쓰기로 왼쪽부터 읽는 형태로 쓰여 있다.

## 분석
좌철로 묶은 책을 펼쳤을 때 모든 왼쪽 페이지는 짝수 오른쪽 페이지는 홀수이다.
우철은 그 반대이다.
양면 인쇄를 하는 특징 때문에 첫 페이지의 왼쪽을 묶게 되면 첫 페이지의 뒷면 다시 말해 두 번째 페이지는 오른쪽이 묶여 있다. 이렇게 묶인 책을 펼치면 왼쪽 페이지는 짝수면 오른쪽 페이지는 홀수면이된다.
그러나 동양의 목판 인쇄의 경우에는 단면 인쇄한 후 가운데를 접어서 우철로 묶는다. 이럴 경우 종이 한 장이 사실상 두 페이지이다. 중앙에 접힌 곳을 중심으로 오른쪽 절반이 홀수쪽 왼쪽 절반이 짝수쪽이다.